# Diloa testacea
Diloa testacea är en stekelart som först beskrevs av Szepligeti 1916.  Diloa testacea ingår i släktet Diloa och familjen brokparasitsteklar. Inga underarter finns listade i Catalogue of Life.